# Pickova vila (Smíchov)
Pickova vila (též Vila Pick) je památkově chráněný dům, který se nachází v ulici U Mrázovky (č. p. 2071/7) v Praze na Smíchově, lokalita Malvazinky. Vilu vystavěl v letech 1930–1931 pro podnikatele židovského původu Emila Picka brněnský architekt Arnošt Wiesner. Od roku 1994 je zapsána na seznam kulturních památek. Jedná se o dům o čtvercovém půdorysu s řadou vysokých komínů a kýlovou střechou pokrytou břidlicí. Stěny jsou nabarveny na bílo a porůstají břečťanem. Vila nese svůj název po původním majiteli, který zemřel koncem roku 1945 po návratu z Terezína, kde byla rodina vězněna od roku 1940. Jeho manželka a syn Pavel krátce nato emigrovali do Velké Británie a později do Kanady.

## Zdůvodnění památkové ochrany
Památková ochrana vily byla vyhlášena 3. května 1994 a v rozhodnutí se uvádí, že jde o významné dílo v duchu tzv. moderního tradicionalismu, s velmi expresivním řešením zejména střešní části (obloukovitá kýlovitá břidlicová střecha s vysokými komíny). Součástí dochovaného architektonického řešení jsou i různé výrazné technické detaily. Jedná se o významné dílo české moderní architektury.

## Galerie

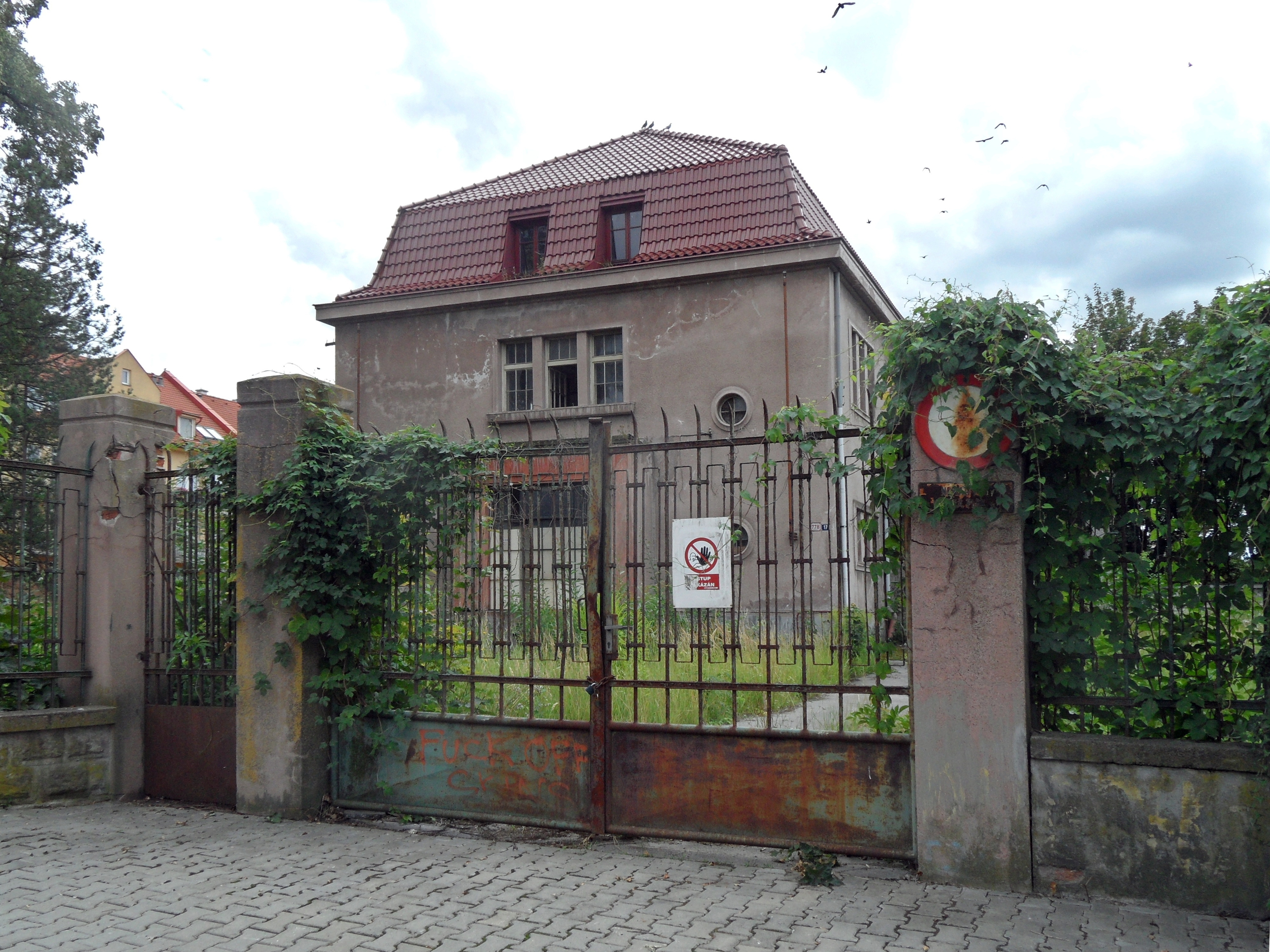
Pickova vila v Čáslavi (2017)
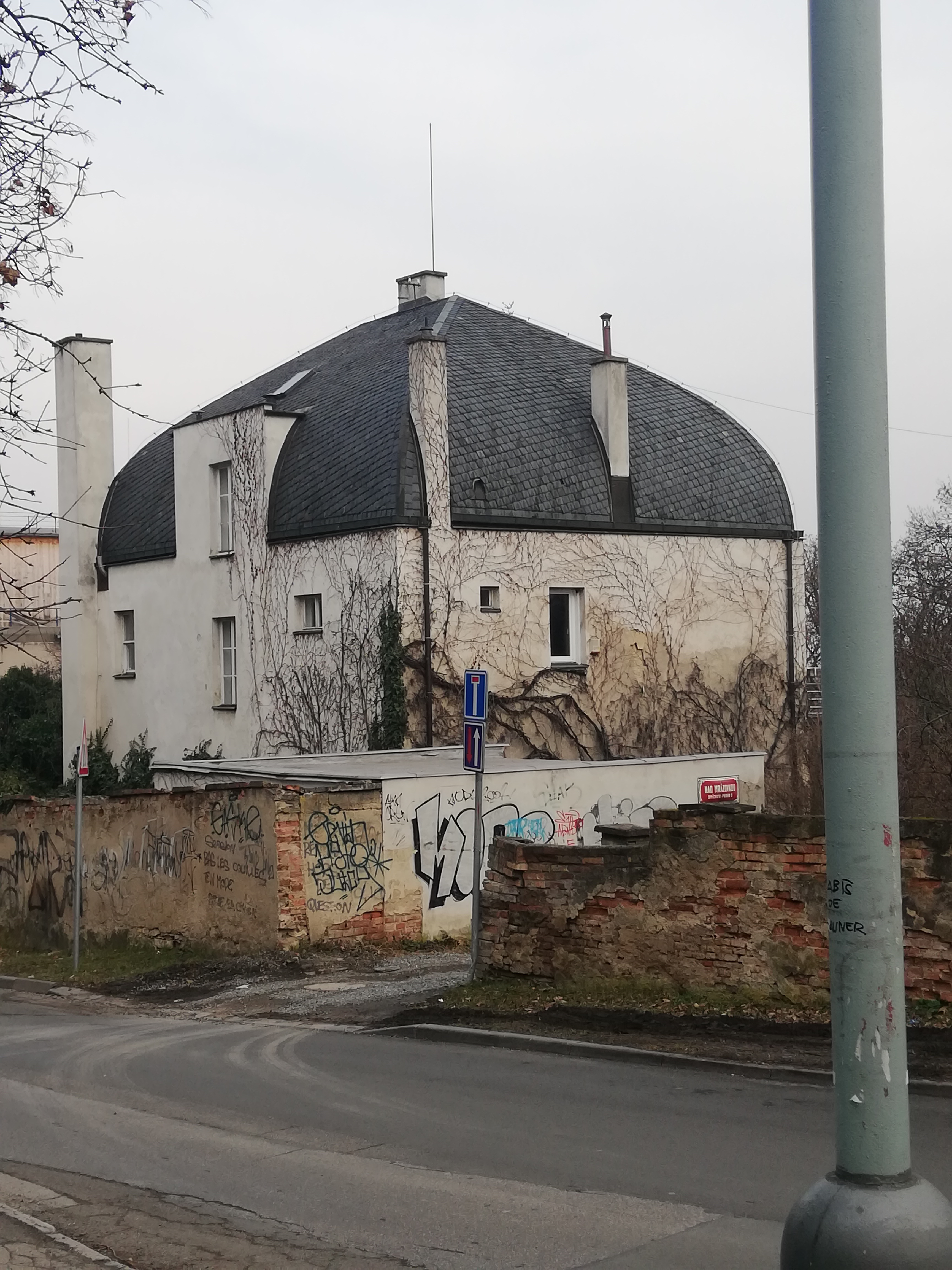
Pickova vila v Praze na Smíchově (2021)